# Marcus Kimball
Marcus Richard Kimball, Barão Kimball (Marylebone, 18 de outubro de 1928 – Market Harborough, 26 de março de 2014) foi um político conservador britânico.
Kimball foi educado em Eton College e em Trinity College, na Universidade de Oxford. Ele tornou-se um fazendeiro e um subscritor de ações da Lloyd's of London. Trabalhando como membro do Conselho do Condado de Rutland, Marcus comandou o esquadrão da Leicestershire Yeomanry.
Em 1955, contendeu o círculo eleitoral Derby South. Ele foi membro do parlamento por Gainsborough atráves de uma eleição suplementar de 1956 até 1983. Seu sucessor foi Edward Leigh. Em 1985, Marcus Kimball foi titulado Barão Kimball, de Easton no condado de Leicestershire.
Sua filha, Sophie Kimball, foi uma amiga de Lady Diana Frances Spencer, com quem dividia um apartamento em Londres, antes do casamento de Diana com Charles, Príncipe de Gales. Sua neta, Camilla Straker, foi uma das afilhadas da princesa.